# Gangbild
Als Gangbild bezeichnet man die Zusammenfassung der Segmentbewegungen, den Gangphasen der Extremitäten beim Gehen. Ein normales Gangbild ist durch harmonische und wohl koordinierte Segmentbewegungen der Extremitäten gekennzeichnet. Eine Störung des Gangbildes wird als Gangstörung bezeichnet; diese kann psychogen, neurologisch oder orthopädisch bedingt sein. 
Mediziner und Therapeuten können anhand eines Gangbildes wie beispielsweise dem Innengang auf pathologische Veränderungen von Fuß, Bein oder Wirbelsäule schließen.